# 3719 Karamzin
A 3719 Karamzin (ideiglenes jelöléssel 1976 YO1) a Naprendszer kisbolygóövében található aszteroida. Ljudmila Ivanovna Csernih fedezte fel 1976. december 16-án.